# Nimrod (missile)
Il Nimrod è un missile aria-superficie o superficie-superficie a guida radar sviluppato negli anni '80 su richiesta della Israel Aerospace Industries per l'utilizzo contro formazioni di veicoli blindati.
Sebbene progettato principalmente per l'uso anticarro, fornisce capacità di attacco contro una varietà di obiettivi puntuali come APC, navi, bunker, concentrazione di personale e guerriglie.
Prende il nome dalla figura bibblica di Nimrod una figura rinomata dell'Antico Testamento poiché era un formidabile cacciatore.

## Storia
Il Nimrod è un  mistero. Non si sa nulla sulle origini, sviluppo o storia di combattimento. Sebbene questo missile sia stato rivelato pubblicamente per la prima volta nel 1989 durante il Paris Air Show, siv è scoperto che il Nimrod era già in servizio con le Forze di difesa israeliane (IDF) dall'inizio degli anni '80. Il Nimrod viene talvolta confuso con lo Spike NLOS (noto nel servizio dell'IDF come Tamuz). Sebbene siano simili in aspetto, sono armi diverse con sottocomponenti e guida totalmente differenti.

## Descrizione
Nimrod è un'arma a guida laser semiattiva a lungo raggio guidata anticarro (ATGW o ATGM) che è stata sviluppata dalla MBT Weapon System Division. È dotato di un'elica a combustibile solido e in grado di funzionare giorno e notte. Nimrod può anche essere usato come arma antinave.
Nimrod consente all'artigliere di preselezionare la modalità di traiettoria di volo. Questa può essere traiettoria diretta, di crociera alta o bassa, l'altitudine di crociera è compresa tra 300 e 1.500 m.
La guida a metà percorso è fornita da una piattaforma inerziale integrale, mentre la guida terminale da un cercatore a laser semi-attivo.  La sua traiettoria di volo può essere impostata sotto strati di nuvole oscuranti, mentre La sua traiettoria di volo può essere impostata sotto strati di nuvole oscuranti, una squadra di ricognizione avanzata utilizza un designatore laser per dirigerla da un massimo di 26 km.
La testa del cercatore, cardata e stabilizzata, acquisisce, traccia e punta sul suo bersaglio utilizzando la navigazione proporzionale localizzata. Si dice che abbia un angolo di visione superiore a 30°. Il cercatore ha un'area di ricerca di 5 km di larghezza e 5 km di profondità. Nella fase di volo terminale l'arma adotta un angolo di picchiata di circa 45° per colpire il bersaglio corazzato sulle sue  superfici superiori.
Il missile è conservato in un contenitore sigillato che funge anche da lanciatore. Il peso totale del missile e del contenitore è di 150 kg. Ha cinque sezioni principali: cercatore, guida e controllo, testata, motore a razzo a propellente solido e servo. È stabilizzato al rollio in volo. Il tempo per entrare in azione in un sito di lancio è inferiore a 3 minuti senza che il sito debba essere ispezionato per l'allineamento o il livellamento, o con una linea visiva diretta verso il bersaglio. L'arma può essere sparata in modalità a colpo singolo, ondulazione o salva.
Nimrod può essere installato su una varietà di lanciatori trainati, lanciatori di veicoli da combattimento leggeri, elicotteri e velivoli ad ala fissa. La principale piattaforma di lancio di elicotteri per il Nimrod nelle forze di difesa israeliane è un elicottero CH-53 modificato. Il veicolo di lancio o l'aereo possono sparare fino a 4 Nimrod contemporaneamente da un unico pacchetto.

## Varianti
Attualmente esistono tre versioni di Nimrod:
- Nimrod 2: un missile a ricerca laser/GPS a doppia guida, il Nimrod 2 ha una portata di 26 km e dispone di un lanciatore mobile. La testata è di 14 kg e il missile può supportare varie testate per una varietà di obiettivi. Questo missile è adatto per una risposta rapida e può anche fungere da missile di difesa costiera.

- Nimrod 3: il Nimord 3 è la variante estesa del Nimord 2. Il missile ha una portata di 50 km con una testata da 50 kg. Può supportare varie testate per un'ampia gamma di obiettivi. Ha anche un lanciatore mobile.

- Nimrod SR: il Nimrod SR è un missile anticarro a guida laser semi-attivo a corto raggio che può essere lanciato da piattaforme terrestri e aeree. Il missile ha una portata di 8 km[2]. Destinato al mercato latinoamericano con il nome di LAHAT[3].

## Utilizzatori

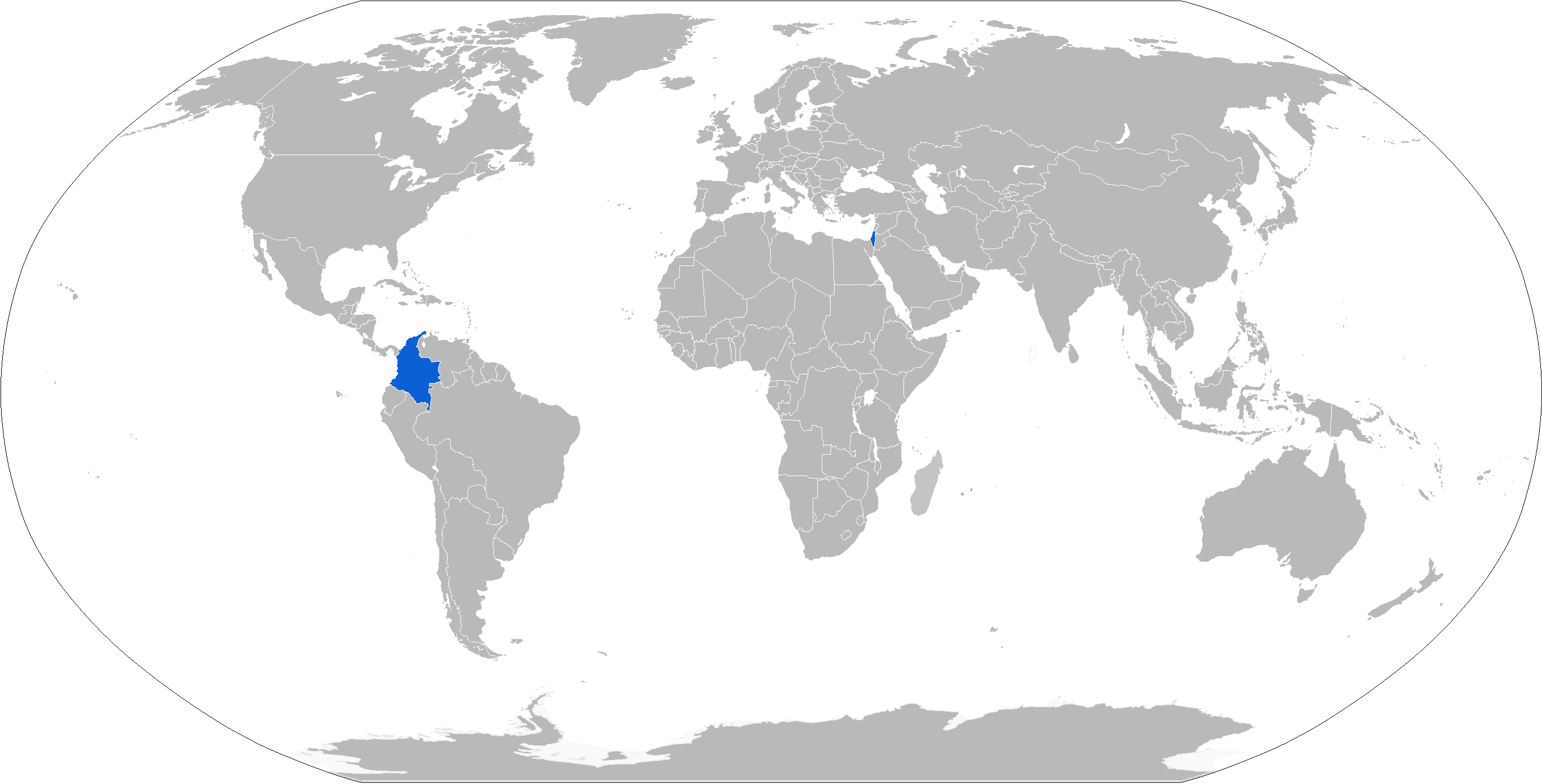
in blue gli operatori del Nimrod

- Israele
- Colombia[4]